# رأس العين جنوب البنان
مكان يزخر بالنوافير الهائلة، مع الخزانات والقنوات المائية على بعد 6 كيلومترات (3.7 ميل) جنوب  صور  و. 77 كلم (48 ميل) جنوب بيروت، في محافظة الجنوب (لبنان الجنوبي)، في بلدية بتوليات. المكان يكمن في سهل أخضر وخصيب للغاية، على بعد حوالي كيلومتر واحد من ساحل البحر. وهي مقصد سياحي شهير، بسبب الآبار الارتوازية التي تغذيها الينابيع الجوفية والتي تم جمعها في الخزانات الحجرية التي تم الحفاظ عليها عبر العصور. لقد كان المصدر الرئيسي للمياه لصور قديما منذ أيام فينيقية. واحدة من الخزانات تغذت على قناطر من العصر الروماني، والتي امتدت مرة واحدة على طول الطريق إلى  صور. لا يزال من الممكن رؤية بقايا هذه القناطر، التي تُظهِر بنايات قوية وممتازة، بأقواس مستديرة وكورنيش متواصل فوقها لليوم، [3] ولا يزال يتم استخدام امتداد قصير من القناة الأصلية اليوم في محطات المياه الحالية في صور، في عام 1881، وصفه  صندوق  مسح الاستكشاف الفلسطيني لفلسطين الغربية (SWP): " بأنها قرية مبنية من الحجر، تحتوي على حوالي 100 متواولة، في السهل، وتحيط بها حدائق التين، والرمان، والتوت، والزيتون، خمسة طواحين في  القرية.  لاحظوا كذلك  طرق المياه: هذا هو رأس الربيع الذي زود صور القديمة عن طريق قناة طويلة يتم وضع الينابيع في أربعة خزانات بنيت بقوة، كما في الطغاية، عن طريق رفع المياه إلى ارتفاع من 15 إلى 20 قدمًا، حتى تتمكن القناة المائية ذات السقوط الطفيف من حملها إلى حي صور. إن جدران هذه الخزانات كبيرة الحجم وذات ثقوب عالية. يتم ضم الحجارة وتغطيتها من الداخل بإسمنت قوي الخزان الرئيسي هو مثمن الشكل، مع جوانب غير منتظمة الطول. يبلغ قطرها ستة وستين قدمًا، ويبلغ ارتفاعها خمسة وعشرين قدمًا فوق سطح الأرض. الجدران الضيقة سميكة للغاية وتظهر آثار الإصلاحات الحديثة في جزء واحد، لديهم منحدر لطيف.

## معرض الصور

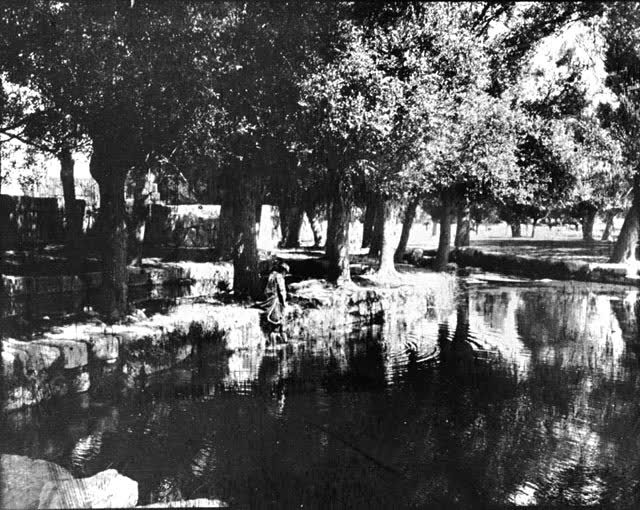
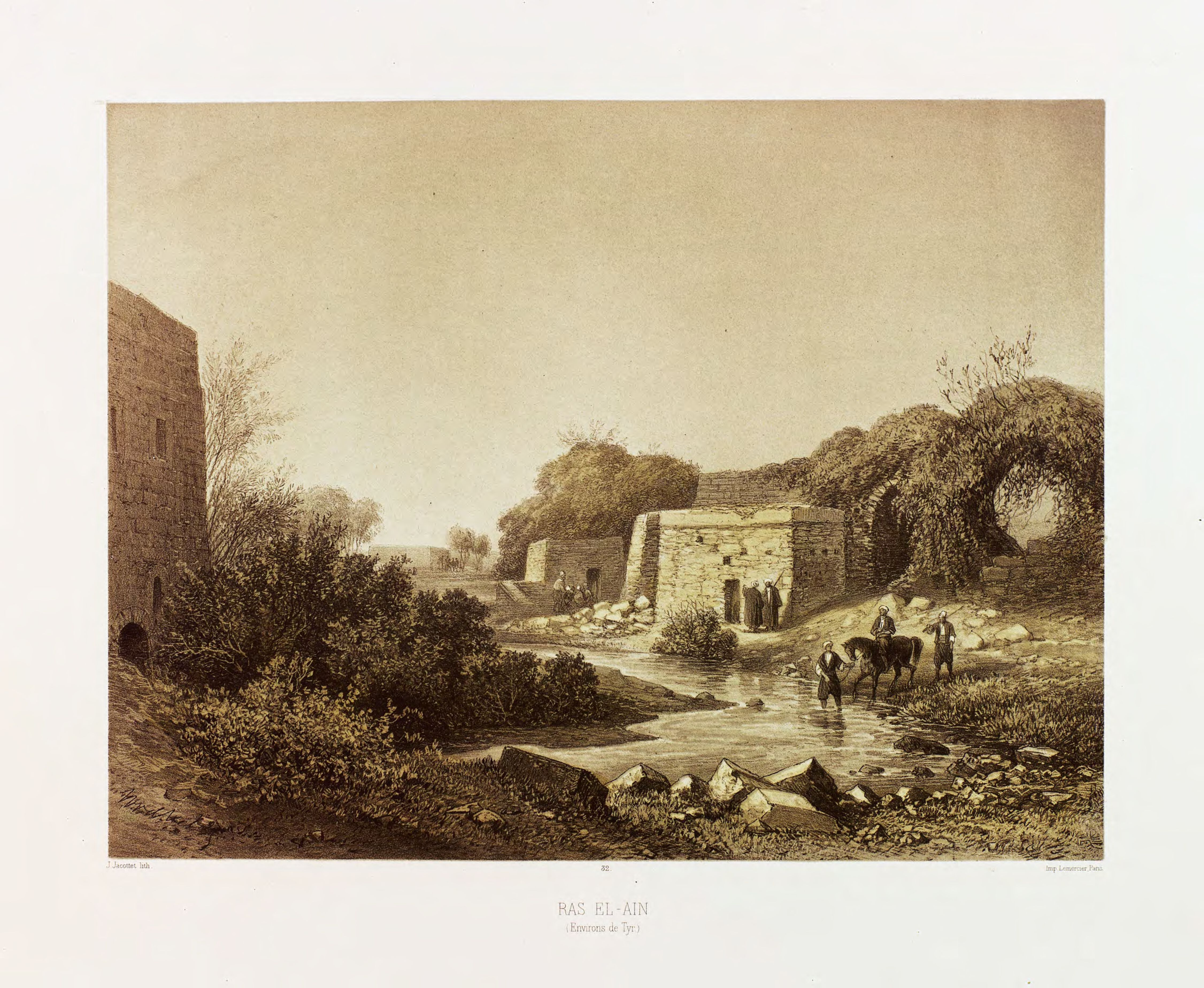

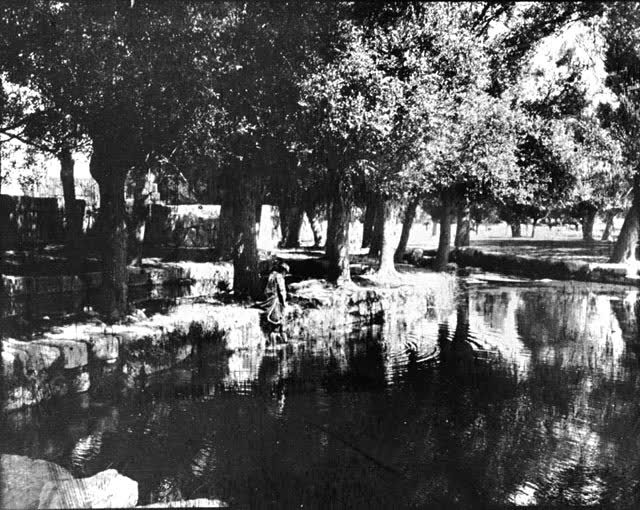
Ras al-Ain in 1900 (غيرترود بيل Archive, Newcastle University)